# قتل در قطار سریع‌السیر شرق (فیلم ۲۰۱۷)
قتل در قطار سریع‌السیر شرق (انگلیسی: Murder on the Orient Express) فیلمی معمایی محصول ۲۰۱۷ به کارگردانی کنت برانا و نویسندگی مایکل گرین است که بر اساس رمانی به همین نام به قلم آگاتا کریستی ساخته شده‌است. از بازیگران آن می‌توان به برانا در نقش هرکول پوآرو، تام بیتمن، پنه‌لوپه کروز، ویلم دفو، جودی دنچ، جانی دپ، جاش گد، درک جاکوبی، لسلی اودم جونیور، میشل فایفر و دیزی ریدلی اشاره کرد. داستان آن دربارهٔ پوآرو، یک کارآگاه مشهور جهانی است که مشغول تحقیق دربارهٔ قتلی در سرویس قطار لوکس اورینت اکسپرس در دههٔ ۱۹۳۰ شده‌است.
قتل در قطار سریع‌السیر شرق در ۳ نوامبر ۲۰۱۷ در رویال آلبرت هال لندن به نمایش درآمد و در ۱۰ نوامبر از سوی فاکس قرن بیستم در ایالات متحده منتشر شد. این فیلم بیش از ۳۵۱ میلیون دلار در سراسر جهان فروخت و نقدهای مختلطی از سوی منتقدان دریافت کرد. دنباله‌های فیلم، مرگ بر روی نیل و یک جن‌زدگی در ونیز، به‌ترتیب در ۲۰۲۲ و ۲۰۲۳ منتشر شدند.

## بازیگران
- کنت برانا در نقش هرکول پوآرو
- جانی دپ
- پنلوپه کروز
- ویلم دفو
- جودی دنچ
- جش گد
- دیزی ریدلی
- میشل فایفر
- درک جاکوبی
- مایکل پنیا
- میراندا ریسون
- الیویا کلمن
- مروان کنزاری